# 1902年のスポーツ

## アイスホッケー
- スタンレー・カップ

1月：優勝：ウィニペグ・ヴィクトリアズ (MHL)、準優勝：トロント・ウェリントンズ (OHA)
3月：優勝：モントリオールAAA (CAHL)、準優勝：ウィニペグ・ヴィクトリアズ (MHL)

## ゴルフ

### 世界4大大会（男子）
- 全米オープン優勝者：ローリー・オークタローニー（アメリカ）
- 全英オープン優勝者：アレクサンダー・ハード（イギリス）

## テニス

### グランドスラム
- 全仏選手権　男子単優勝：M・バシェロー（フランス）、女子単優勝：フランソワーズ・マッソン（フランス）
- ウィンブルドン　男子単優勝：ローレンス・ドハティー（イギリス）、女子単優勝：ミュリエル・ロブ（イギリス）
- 全米選手権　男子単優勝：ウィリアム・ラーンド（アメリカ）、女子単優勝：マリオン・ジョーンズ（アメリカ）

## 野球

### アメリカ大リーグ
- ナショナルリーグ優勝：ピッツバーグ・パイレーツ
- アメリカンリーグ優勝：フィラデルフィア・アスレチックス

### 日本
- 戸塚球場開設

## 陸上競技
- 東京帝国大学の藤井實が100mで10秒24の記録を出したとされる（詳細は藤井の項目を参照）。

## 競馬

### イギリス
英クラシック
- 2000ギニー優勝馬：セプター
- 1000ギニー優勝馬：セプター
- エプソムダービー優勝馬：アードパトリック
- オークス優勝馬：セプター
- セントレジャーステークス優勝馬：セプター

その他主要レース
- ジョッキークラブステークス優勝馬：ライジンググラス
- アスコットゴールドカップ優勝馬：ウィリアムザサード
- グッドウッドカップ優勝馬：ペルセウス
- ドンカスターカップ優勝馬：ウィリアムザサード
- エクリプスステークス優勝馬：チアーズ
- プリンスオブウェールズステークス優勝馬：アードパトリック
- チャンピオンステークス:優勝馬：ベレス
- ケンブリッジシャーステークス優勝馬：バラントレー
- グランドナショナル優勝馬：シャノンラス

リーディングサイアー
- チャンピオンサイアー - パーシモン
- チャンピオンブルードメアサイアー - ベンドア

## 誕生
- 1月16日 - エリック・リデル（イギリス、陸上競技、+1945年）
- 1月22日 - ダニエル・キンゼイ（アメリカ、陸上競技、+1970年）
- 2月2日 - ジョゼップ・サミティエール（スペイン、サッカー、+1972年）
- 2月4日 - チャールズ・リンドバーグ（アメリカ、冒険家、+1974年）
- 2月22日 - ヘルマ・サボー＝プランク（オーストリア、フィギュアスケート、+1986年）
- 2月27日 - ジーン・サラゼン（アメリカ、ゴルフ、+1999年）
- 2月27日 - エセルダ・ブレーブトリー（アメリカ、水泳、+1978年）
- 3月2日 - モー・バーグ（アメリカ、野球、+1972年）
- 3月17日 - ボビー・ジョーンズ（アメリカ、ゴルフ、+1971年）
- 3月31日 - 山内以九士（島根県、野球、+1972年）
- 5月22日 - アル・シモンズ（アメリカ、野球、+1956年）
- 6月28日 - ピエール・ブリュネ（フランス、フィギュアスケート、+1991年）
- 7月12日 - 西竹一（東京都、馬術、+1945年）
- 7月21日 - 星甲実義（鹿児島県、相撲、＋1944年）
- 8月7日 - ダグラス・ロウ（イギリス、陸上競技、+1981年）
- 8月11日 - アルフレッド・ビンダ（イタリア、自転車競技、+1986年）
- 9月16日 - ベリ・サーリネン（フィンランド、ノルディックスキー、+1969年）
- 9月21日 - イルマリ・サルミネン（フィンランド、陸上競技、+1986年）
- 9月25日 - 宮本留吉（兵庫県、ゴルフ、+1985年）
- 10月2日 - 湯浅禎夫（鳥取県、野球、+1958年）
- 10月2日 - トイヴォ・ロウコラ（フィンランド、陸上競技、+1984年）
- 10月6日 - ジャック・シャーキー（アメリカ、ボクシング、+1994年）